# Amata austeni
Amata austeni là một loài bướm đêm thuộc phân họ Arctiinae, họ Erebidae.